# Syrrhopodon strigosus
Syrrhopodon strigosus är en bladmossart som beskrevs av Mitten 1869. Syrrhopodon strigosus ingår i släktet Syrrhopodon och familjen Calymperaceae. Inga underarter finns listade i Catalogue of Life.